# Bitch (banda)
Bitch es una banda de heavy metal estadounidense formada en Los Ángeles en diciembre de 1980. Ganaron notoriedad a raíz de sus teatrales actuaciones en directo inspiradas en Alice Cooper, las cuales incluían temas sadomasoquistas. Bitch fue el primer artista contratado por el sello discográfico Metal Blade Records.

## Historia

### Inicios
Bitch se formó en diciembre de 1980 y actuó por primera vez en mayo de 1981 junto a Dante Fox (que más tarde se convertiría en Great White). Poco después de la formación, el guitarrista David Carruth conoció a Brian Slagel, futuro director ejecutivo de Metal Blade Records, y ambos se hicieron amigos. Slagel estaba trabajando en un álbum recopilatorio relacionado con un fanzine de heavy metal llamado The New Heavy Metal Revue, y les ofreció incluirlos en el disco si le enviaban una maqueta. Este proyecto se convertiría en el histórico recopilatorio Metal Massacre (1982), que se haría famoso por lanzar la carrera de Metallica y por ser el primer álbum publicado por Metal Blade. La contribución de Bitch fue una versión demo de «Live for the Whip», que sería regrabada para su EP debut Damnation Alley.

### Contrato con Metal Blade Records
Bitch fichó por el sello y publicó el mencionado EP en 1982. Al año siguiente publicó su primer álbum de larga duración, Be My Slave. Durante la gira del álbum, la banda desarrolló sus polémicos y elaborados espectáculos escénicos. Estos incluían elementos sadomasoquistas, como ropa y parafernalia bondage, y la humillación de un «esclavo» masculino en el escenario. El grupo se convirtió entonces en uno de los blancos del Parents Music Resource Center. El LP Be My Slave apareció en programas de entrevistas y en una audiencia televisada del Congreso de la República que tuvo lugar ante el Comité de Comercio, Ciencia y Transporte del Senado de los Estados Unidos el 19 de septiembre de 1985. Durante este tiempo, Bitch tocó regularmente en clubes del Sunset Strip como The Whiskey-a-Go-Go, Gazzarri's y The Roxy, compartiendo cartel con otros grupos de metal como W.A.S.P., Slayer y Armored Saint.
Debido a algunos problemas con su manager, el siguiente álbum del grupo, The Bitch Is Back (1987), no se publicó hasta cuatro años después del lanzamiento de Be My Slave. The Bitch is Back se convirtió en su álbum más vendido debido en parte a la publicidad creada por el P.M.R.C. La banda llegó incluso a agradecer a Tipper Gore y al P.M.R.C. por «mantener nuestro nombre en la prensa» en las notas del álbum. Ese mismo año, Betsy Bitch apareció como vocalista invitada en una versión de la canción de The Tubes «Don't Touch Me There» con Lizzy Borden para el miniálbum de Borden Terror Rising. Al año siguiente, por razones comerciales, el grupo decidió cambiar su nombre por el de «Betsy» y publicó un álbum homónimo en 1988, con un sonido más melódico y cercano al hard rock.

### Cambios en la formación y actualidad
Posteriormente, la banda produjo otro EP, A Rose By Any Other Name (1989), una compilación con remezclas de canciones publicadas anteriormente, temas inacabados de sesiones de grabación anteriores y una canción grabada para un nuevo álbum que iba a titularse Bet-Z (el proyecto se abandonó posteriormente). Este es el último álbum publicado por Bitch hasta la fecha, pero la banda ha seguido actuando de vez en cuando desde entonces, siendo su aparición en directo más reciente en 2003 para el festival de música Bang Your Head!!!; su interpretación de «Live For The Whip» de esta aparición está incluida en el DVD Best of Bang Your Head (2006).
El batería original de Bitch, Robby Settles, falleció debido a complicaciones derivadas de una leucemia el 26 de mayo de 2010. En los años anteriores a la muerte del batería, Settles y el guitarrista Steve Kara estaban colaborando en un nuevo álbum con una formación que incluía a Betsy Bitch, al bajista Steve Gaines y al guitarrista Jay Dean completando la formación.
Una segunda formación que incluía miembros de la banda Anger As Art tocó en el Keep it True Festival de Alemania en abril de 2011 y en algunos conciertos en Los Ángeles. La nueva formación, ahora con Scandal West a la batería y Chris Cardenas a la guitarra junto a Betsy y Angelo Espino, debutó en la fiesta del cuadragésimo segundo aniversario del Rainbow Bar and Grille como teloneros de Great White el 13 de abril de 2014. Curt Remington debutó en la banda ocupando el lugar de Angelo Espino en el bajo en 2018.

## Músicos

### Alineación actual
- Betsy Bitch Weiss – voz (1980–presente)
- Randal Scandal West – batería (2013–presente)
- Chris Cardenas – guitarra (2013–presente)
- Curt Remington – bajo (2018–presente)

### Músicos anteriores
- David Carruth – guitarra (1980–2003)
- Litty Hobbs – bajo (1980–1981)
- Robby Settles – batería (1980–2008; fallecido en 2010)
- Kevyn Redwine – bajo (1981–1982)
- Mark Anthony Webb – bajo (1982–1983)
- Ron Cordy – bajo (1984–1990)
- Johnny Zell – bajo (2003)
- Steve Kara – guitarra (2005–2008)
- Jay Dean – guitarra (2005–2008)
- Steve Gaines – bajo (2005–2008), guitarra (2009–2012)
- Daniel Oliverio – guitarra (2009–2012)
- Rob Alaniz – batería (2009–2012)
- Angelo Espino – bajo (2009–2018)

## Discografía

### EP
- Damnation Alley - 1982
- A Rose by Any Other Name - 1989

### Estudio
- Be My Slave - 1983
- The Bitch Is Back - 1987
- Betsy - 1989